# Penne (Italie)
Pour les articles homonymes, voir Penne.
Penne est une commune italienne d'environ 11 990 habitants, située dans la province de Pescara, dans la région Abruzzes, en Italie méridionale. Elle est également qualifiée de « Ville de la brique » (Città del mattone).

## Géographie
Les communes limitrophes de Penne sont Arsita (TE), Bisenti (TE), Castiglione Messer Raimondo (TE), Castilenti (TE), Civitella Casanova, Elice, Farindola, Loreto Aprutino, Montebello di Bertona, et Picciano.
Les frazioni de Penne sont : Casale Penne, Collalto Nord, Collalto Sud, Colle d'Omero, Colle Formica, Colle Maggio, Colle San Giovanni, Colle Sant'Angelo, Colle Stella, Colletrotta, Domero Nord, Madonna della Pietà, Mallo, Mallo Nord, Pagliari, Ponte Sant'Antonio, Porta Caldaia, Roccafinadamo, San Pellegrino, Serangelo, Serpacchio, Teto, Trofigno, Vallescura sud et Villa Degna.

## Histoire
Penne, en latin Pinna, était dans l'Antiquité une cité du peuple des Vestins. Diodore de Sicile rapporte que les Pinnenses furent les seuls Vestins à ne pas prendre part à la guerre sociale (90-89 av. J.-C.) contre Rome. La ville devient par la suite un municipe romain.

## Administration
| Période                                  | Période     | Identité               | Étiquette       | Qualité |
| ---------------------------------------- | ----------- | ---------------------- | --------------- | ------- |
| 2001                                     | 29 mai 2006 |                        | Liste civique   |         |
| 30 mai 2006                              | 15 mai 2011 | Ezio Di Marcoberardino | Liste civique   |         |
| 16 mai 2011                              | 2016        | Rocco D'Alfonso        | Parti démocrate |         |
| Les données manquantes sont à compléter. |             |                        |                 |         |

## Monuments et patrimoine
- Dôme de Penne

## Aire protégée
- réserve naturelle du lac de Penne

## Personnalités liées à la commune
- Muzio Pansa (1565-1628), philosophe, poète et bibliographe né à Penne
- Antonino Foschini (1898-1948), écrivain né à Penne